# 第22軍団 (ロシア海軍)
第22軍団（だい22ぐんだん、ロシア語: 22-й армейский корпус）は、かつて存在したロシア海軍の軍団。黒海艦隊隷下。

## 概要

### ドンバス戦争
2017年2月10日、ドンバス戦争の影響に伴い、ロシアによるクリミアの併合で実効支配下のクリミア共和国シンフェロポリで創設された。

### ロシアのウクライナ侵攻

#### 南部・ヘルソン戦線
2022年2月24日から、ロシアのウクライナ侵攻では、第49諸兵科連合軍、第58諸兵科連合軍、第8親衛諸兵科連合軍隷下の第20親衛自動車化狙撃師団と合同でクリミア共和国からウクライナ南部攻勢を開始し、3月上旬までに南部ヘルソン州ヘニチェスク、ノヴァ・カホウカ、ヘルソン、スカドフスクを占領した。

#### 南部・ムィコラーイウ戦線
2022年3月上旬、南部ムィコラーイウ州ムィコラーイウに進軍し、迂回して北からムィコラーイウ包囲を試みたがボズネセンスクで大損害を出して撃退された。
2022年4月中旬、イギリス国防省は第126独立沿親衛岸防衛旅団、第127独立偵察旅団が死傷者5割以上の損害を出したと発表した。

#### 南部・ヘルソン戦線
2022年7月上旬、南部ヘルソン州ベリスラフ地区に配備されたが、野戦司令部が破壊され、アルテム・ナスブリン参謀長が戦死したとウクライナが発表した。8月下旬にはウクライナ軍が攻勢を開始し、11月中旬にドニエプル川西岸を解放されて撤退した。
2022年12月20日、11月14日に第127独立偵察旅団の隊員が全員、戦闘行為への参加を拒否したことが報じられた。同月22日に司令官が譴責処分となっているという。（ASTRA、istories 12月20日）
2023年8月、第22軍団に基づき第18諸兵科連合軍が編成された。司令官は第22軍団のマルゾエフ中将が引き続き任命された。

## 編制
- 軍団司令部（シンフェロポリ）
- 第126独立親衛沿岸防衛旅団（ペレヴァリノエ）
- 第127独立偵察旅団（セヴァストポリ）
- 第8独立砲兵連隊（クラスノペレコプスク）
- 第1096独立対空ミサイル連隊（セヴァストポリ）
- 第4独立化学防護連隊（セヴァストポリ）